# Усоян Аслан Рашидович
Усоян Аслан Рашидович, «Дід Хасан» (рос. Усоян Аслан Рашидович, Дед Хасан; 27 лютого 1937, Тбілісі, ГРСР — 16 січня 2013, Москва, Росія) — впливовий грузинсько-російський кримінальний авторитет, злодій у законі, курд-єзид.
За деякими даними, 75-річний Аслан Усоян від кінця 1980-х років контролював злочинні угруповання як у Росії, так і за її межами. Відомо також, що основні доходи кримінальної імперії Усояна були пов'язані з незаконним гральним бізнесом, обігом наркотиків і зброї, а також видобутком природних ресурсів. Анонімний експерт з оргзлочинності у бесіді з Der Standard охарактеризував Усояна як «патріарха злочинного світу», чий клан через довірених осіб володіє частками в металургійних підприємствах, банках і нафтопереробних концернах.

## Біографія

### 1937—1993
Аслана Усояна уперше було засуджено на 1,5 роки в 19 років за опір співробітникам міліції. 10 січня 1956 року Верховний Суд Грузинської РСР перекваліфікував кримінальну справу і Усояна звільнили «за відбуття терміну з заліком робочих днів». В 1959 році тбіліським судом засуджений за розбій та незабаром умовно-достроково звільнений. В 1966 році засуджений за спекуляцію. Перебуваючи в ув'язнені був коронований у «злодія в законі». 24 червня 1968 був звільнений по амністії. 3 серпня 1984 Верховний суд ГРСР впровадив справу по звинуваченню у фальшивомонетництві, був засуджений до 15 років позбавлення волі, звільнений умовно-достроково 28 грудня 1991. Був лідером кавказьких злочинних угрупувань, контролював більшість російських угрупувань, регулюючи конфлікти і розбіжності між ними.

### 1994—1998
3 лютого 1994 року прописався у Санкт-Петербурзі в трикімнатній квартирі по Дунайському проспекту, 7.
30 травня 1995 в Москві, в рамках кримінальної справи, під час обшуку на квартирі Усояна співробітники Міністерства внутрішніх справ вилучають близько 2 кілограмів золота та 380000 $.
У травні 1996 року, коли був затриманий співробітниками пітерського МВС, в службовій автомашині Жоржа Авдишева, що на той момент офіційно був помічником заступника голови Законодавчих зборів Петербургу Віктора Новосьолова, при ньому виявили пістолет ТТ. За Хасана була внесена застава близько 100000 доларів, і він опинився на волі. На деякий час зник з Петербурга.
З 1996 року перебував у конфлікті з головою вірменської мафії, «злодієм в законі» Рудольфом Огановим (Рудик Бакинський). Війна між кланами закінчилась вбивством Оганова — в лютому 1999 року, в придорожному кафе Підмосков'я в нього випустили 40 куль.
В 1998 році під час особистого обшуку Усояна міліція виявляє в його кишенях екстазі. Предметом розмови на допиті розглядались можливості звільнення захопленого в полон невідомими особами представника президента РФ Власова в Інгушетії. В тому же році Власова відпустили з полону без викупу.

### 2005—2010
У 2005 році комерційні структури Усояна за ціною, що в десять разів менше ринкової, винаймають в оренду у Сергія Михалкова півтори тисячі квадратних метрів приміщень на Поварській вулиці в Москві напроти ресторану рос. «Старый Фаэтон» у Домі письменників, що належали журналу «Дружба народів», де кримінальний авторитет облаштовує собі «офіс», де перебував до своїх останніх днів.
У 2006 році у Усояна виник конфлікт з іншим кримінальним кланом, яким керував Таріел Оніані («Таро»). Предметом суперечки стали підприємства злодія в законі Захарія Калашова («Шакро Молодий»), який був арештований в ОАЕ.
2 травня 2008, як стверджують деякі видання, Аслан Усоян провів схід авторитетних представників кримінального світу. На сходці обговорювалися питання контролю коштів, що виділяються на Олімпіаду 2014 в Сочі. У суперечці про розділ сфер впливу на бік Усояна встав один з найбільш авторитетних злодіїв в законі В'ячеслав Іваньков, більш відомий як «Япончик».
8 липня 2008 Усоян і Іваньков проігнорували зустріч, на яку їх запросив конкуруючий клан Оніані. На теплоході на Клязьминському водосховищі в Підмосков'ї зібралися тридцять три злодія в законі та авторитети. У розпал дебатів на теплохід завітали співробітники Міністерства внутрішніх справ РФ.
За джерелами в правоохоронних органах Києва у розпорядженні видання «Сєґодня», безпосередньо ставлеником Хасана в Одесі в 2009 році став один з впливових російських авторитетів «Пічуга», котрий до того був коронований саме Дідом Хасаном.
В 2009 році Усоян за сприянням адвоката отримує російське громадянство за нез'ясованих обставин.
27 квітня 2010 року, за оперативними даними, «Дід Хасан» приїхав на територію України для проведення злодійської «сходки», на якій, у зв'язку зі смертю відомого російського кримінального авторитета на прізвисько «Япончик», мали перерозподілятися ролі щодо впливу на криміногенну ситуації в Україні. В цей день у Департаменті зв'язків з громадськістю та міжнародної діяльності МВС України повідомили, що Аслана Усояна було затримано в аеропорту «Бориспіль» і видворено з України із забороню в'їзду на найближчі п'ять років. За анонімним свідченням працівника МВС в Україні проживають щонайменше три злодія в законі, що були під впливом Діда Хасана.
У 2010 році декілька місяців провів в Абхазії.

### Інші біографічні данні
Дід Хасан сповідував ортодоксальний злодійський кодекс. На коліні мав татуювання рос. «Не забуду мать родную», де під «мамою» мається на увазі не рідна мама, а та злодійська родина, яка дала путівку на злочинний Олімп. Протягом життя фінансово, морально підтримував езидів і завжди зберігав свою національно-етнічну приналежність.
Будинок родини Усояна в Тбілісі розташований на вулиці Церонісскій в районі Лоткінська Гора. Аслан також довгий час жив у Краснодарському краї і саме там знаходилися його основні бізнес-активи. За словами начальника ГУ МВС по Сибірському федеральному округу Юрій Прощаликіна, на момент вбивства, близько 70 % злодіїв у законі в Сибіру це люди Діда Хасана. Штаб-квартира була розташована в Москві.
Надавав велику фінансову допомогу абхазьким сепаратистам.
В останні роки свого життя Усоян продовжував утримувати злочинний світ. В основному займався проведенням злодійських третейських судів, одночасно маючи частки в будівельному бізнесі. Сам себе називав «звичайним пенсіонером». Мав великий котедж в Підмосков'ї, де жив, перебуваючи під цілодобовою охороною, але часто приїжджав до Москви на ділові зустрічі.
В останні роки переживав серйозні захворювання нирок, діабет.
Найближче оточення відзначає що Дід Хасан дуже уважно відносився до свого зовнішнього вигляду: регулярно відвідував перукаря, в одязі надавав перевагу французькому бренду «Zilli».

## Замахи
На життя Усояна неодноразово учинялись збройні замахи.
8 серпня 1998 року в сочинському кафе «Рубін» двоє озброєних автоматами Калашникова в масках вбили братів Уноєвих, авторитета Чачанідзе, поранили 5 відвідувачів. Дід Хасан за 5 хвилин до інциденту вийшов з кафе.
В Аслана Усояна стріляли 16 вересня 2010 року в Москві на Тверській вулиці в районі будинку 12, корпус 7. Він отримав три вогнепальні поранення в живіт, лікарям Боткінської лікарні вдалось врятувати життя.

## Вбивство
За два дні до вбивства, Усоян був особисто проінформований співробітниками ФСБ про підготовку замаху.
Аслан Усоян був убитий пострілом в шию невідомим снайпером 16 січня 2013 в 14:30 за місцевим часом у центрі Москві на вулиці Поварская, навпроти входу до ресторану «Старий Фаетон». Один з охоронців відкривав двері у приміщення, в той час як другий супроводжував Усояна, перебуваючи позаду нього. Безпосередньо в приміщенні ресторану відвідувачів зустрічали троє співробітників закладу. При вході в ресторан пролунав один постріл, і охоронець, який відкривав двері, негайно заштовхнув пораненого Усояна в ресторан і закрив двері. Охоронець, що перебував на вулиці, дістав табельну зброю — пістолет ІЖ-71. «У цей самий час по входу і закритих дверях ресторану кілером було виконано ще п'ять пострілів», — повідомляє Слідчий комітет. Потім охоронець Усояна здійснив один постріл в напрямку передбачуваного ним місцезнаходження снайпера.
Під час снайперського обстрілу, окрім кримінального авторитета, постраждала співробітниця ресторану 30-річна Мар'ят Бікчуріна, яка виходила з ресторану зустрічати Діда Хасана. Жінка втратила понад 4-х літрів крові через важку травму хребта та поранення грудей і стегна.
Просвіт для обстрілу складав шлях від ресторану до броньованого автомобіля, що знаходився у декількох кроках від головного виходу. Відстань пострілів 120 метрів. Знаряддям убивства був російський автомат «Вал» — легка і майже безшумна зброя правоохоронних спецслужб.

### Поховання
Хасана мало бути поховано у Тбілісі, де поховано його мати й брата. Чекаючи згоди Уряду Грузії на поховання, чартерний рейс, яким везли в останню путь тіло Хасана, що належав українській авіакомпанії «Windrose», приземлився у Донецьку. Зрештою Усоян Аслан Рашидович був похований у Москві на Хованському кладовищі поряд з іншим грузинським злодійським авторитетом Тамізі Піпія, тіло котрого Грузія, що веде антизлодійську політику на чолі з президентом Саакашвілі, теж відмовилась прийняти. Причини, за котрими літак не приземлився в Грузії офіційно не були з'ясованими, станом на 19 січня в державних органах не видають джерело наказу не приймати літак, аеропорт Тбілісі запевняє, що чартерний рейс не приймали в цей час і відмовились коментувати чутки про завертання повітряного судна з труною Усояна.
У зв'язку з вбивством кримінального авторитета, що «потрясло єзидів у всьому світі» Національна спілка єзидів світу оголосила семиденний траур.
За приблизними журналістськими оцінками, на церемонії поховання було присутніми близько 1000 людей. Звертала на себе увагу цілковита відсутність представників правоохоронних органів, принаймні у формі. З небіжчиком прощались організовано, першими вшановували «дальнє коло», наступною чергою близька родина і безпосередньо перед закопуванням могили, за злодійським звичаєм, гріб піднімали тричі з вигуками «Баво!» («брат») 15-20 злодіїв. Розпоряджався церемонією літній чоловік в етнічному вбрані. Відповідно до релігійного обряду єзидів, коли труну закопали, над пагорбом могили розпорядник церемонії знову прочитав молитву, а потім прямо на пагорбі розпалив невелике багаття — єзиди вважають вогонь священним.

### Розслідування
16 липня 2013 р. італійські правоохоронці сповістили російських колег, що мають в розпорядженні записи телефонних розмов, котрі вказують на організаторів вбивства Діда Хасана. 18 вересня 2012 року в Римі злодій в законі Мераб Джангвеладзе «Мераб Сухумський» проводив сходку. Під час заходу Мераб зателефонував до іншого «законника», Таріела Оніані (Таро), що відбуває термін у російській в'язниці. Джангвеладзе повідомив Оніані, що мафіозі вирішують, як бути з Усояном, з яким у них триває конфлікт. На це Таро, згідно із записами карабінерів, відреагував коротко: «Анулюйте його і всі проблеми зникнуть». В Італії вважають, що саме після цієї бесіди на сходці і був винесений смертний вирок Аслану Усояну. У січні 2013 року поліцейські перехопили ще одну розмову Таро і Мераба, під час якої вони радісно обговорюють здійснене вбивство.
У травні 2015 року розслідування кримінальної справи призупинено з формулюванням «у зв'язку з неможливістю встановити особу, яка підлягає притягненню до кримінальної відповідальності».

## Клан Хасана після смерті очільника
За інформацією джерела видання рос. «Новая Газета» у ФСБ наступника у «Діда Хасана» не буде, а його обов'язки перерозподілять між собою: Дмитро Чантурія «Мірончік», Темурі Мірзоєв «Тимур Свердловський», Юрій Усоян «Юра Сочинський» і курдський авторитет «Садко». Загалом у ЗМІ нема одностайної інформації стосовно наймення наступника (-ків).
За інформацію з джерел російського видання «МК» в лютому 2013 р. лідери ворогуючих кланів Діда Хасана і Таро запланували зустріч в Об'єднаних Арабських Еміратах. Була спроба зафрахтувати чартерний літак. Десятки злодіїв в законі та їх наближених звернулись до одної неназваної московської фірми за допомогу в оформленні іноземних паспортів. На території ОАЕ та Туреччини розташовані штаб-квартири клану Таро. За різними даними в Туреччині та ОАЕ було вбито близько 20 злодіїв в законі з клану Таро. На зустрічі обговорюватимуть: примирення, контроль наркотрафіку.
Станом на 2015 рік, за інформацію з джерел російського видання «Росбалт» місце Діда Хасана посів Захарій Калашов (Шакро-молодий).

### В Україні
За неназваних джерел в правоохоронних органах телепрограми «Гроші» в Україні постійно проживає щонайменше три злодія в законі, що були в колі впливу Аслана Усояна. Зокрема в Одесі «працює» персональний ставленик Усояна з РФ «Пічуга».
Джерела в ГУ МВС України газети «Сєгодня» позитивно оцінюють досвід безпосередньої співпраці з «законниками». Наприклад, організатори злочинної спільноти можуть максимально оперативно повернути вкрадений автомобіль за особливої потреби; своїм авторитетом забезпечують справедливе мирне вирішення проблем, що недоступно широкому загалу в офіційному корумпованому судочинстві. Тому українські правоохоронці висловлюють занепокоєння можливим поворотом статус-кво:
|  | Загалом в Україні злодії живуть спокійно і намагаються з усіма підтримувати добрі стосунки. Але після смерті Усояна ситуація може змінитися. |

## Сім'я
Мама — Баділ (†1973), брат — Хсен поховані на Кукійському кладовищі в Тбілісі.
За злодійським традиціями коронованим злодіям у законі заборонялося мати офіційну дружину. Багато «законників» тим не менше не надто дотримувалися архаїчного табу. У застреленого Діда Хасана залишилися двоє дітей — син Нодарі (1962) і дочка Нуна (1960) від цивільного шлюбу з Дульші Авдоевой (1937). Нодарі Усоян проживає в Росії, займається бізнесом. Його дружина і дочка осіли в Тбілісі.
Внук «Діда Хасана» — Омар Едуардович Фароян «Марік» (23 червня 1990 року, Україна), що за непідтвердженими даними джерел видання «Вєсті» є сином дочки Усояна Нуни, грає у молодіжному складі київського футбольного клубу «Динамо-2». За словами колишнього екс-голови київської міліції, Аслан Усоян неодноразово приїздив до України відвідувати внука.
Серед іншої родини варто відзначити трьох племінників: Ока Хатоєв (1965), Тенгіз Михоєв («Тенгіз», 1954), Тимур Мірзоєв («Тимур Тбіліський», 1957).